# Andréi Bogdanov (piloto de luge)
Andréi Bogdánov –en ruso, Андрей Богданов– (Dmítrov, 17 de octubre de 1992) es un deportista ruso que compite en luge en la modalidad doble.
Ganó una medalla de plata en el Campeonato Mundial de Luge de 2015 y una medalla de bronce en el Campeonato Europeo de Luge de 2022.

## Palmarés internacional
| Campeonato Mundial | Campeonato Mundial | Campeonato Mundial | Campeonato Mundial |
| Año                | Lugar              | Medalla            | Prueba             |
| ------------------ | ------------------ | ------------------ | ------------------ |
| 2015               | Sigulda (Letonia)  | Medalla de plata   | Equipo             |
| Campeonato Europeo |                    |                    |                    |
| Año                | Lugar              | Medalla            | Prueba             |
| 2022               | St. Moritz (Suiza) | Medalla de bronce  | Equipo             |